# Cascades Howick
Les cascades Howick són unes cascades situades a Howick, província de KwaZulu-Natal (Sud-àfrica). La cascada té aproximadament 95 m d'altura i pertany al riu Umgeni. El poble zulu va anomenar a les cascades KwaNogqaza, que significa «Lloc del tall».

## Identificació de la característica geogràfica
Probablement les cascades van ser vistes per primera vegada pels exploradors europeus a principis del segle xix. No obstant això, la província de KwaZulu-Natal ha conegut l'ocupació humana durant més de 30.000 anys i és probable que sigui un lloc conegut abans de qualsevol influència occidental, donada la rica llegenda que envolta la zona.

## Activitat humana
Moltes persones han caigut per les cascades, especialment en els dies pioners de la província, ja que alguns colons pensaven que el lloc més fàcil per travessar el riu era just a sobre de les cascades. S'han registrat 40 morts al voltant de les cascades Howick; la primera mort registrada que es va produir va ser el 1851. La majoria d'aquestes morts s'han registrat com a suïcidis, però també s'han conegut accidents i homicidis, contribuint a mantenir la llegenda local de les cascades.
El 1999, Jeb Corliss va realitzar un salt BASE gairebé mortal en les cascades, quan la seva obertura del paracaigudes va ser asimètrica i no va poder evitar volar cap a la caiguda de l'aigua.

## Mitologia i cultura popular
Segons la llegenda local, la piscina que hi ha a la part inferior de les cascades és la residència de l'Inkanyamba, una criatura geganta semblant a una serp. Segons la cultura popular, només els sangomes poden creuar de manera segura les cascades i només ells poden oferir oracions i altres actes de culte a lInkanyamba, als esperits ancestrals i al «Gran Déu».

## Turisme
Malgrat, o potser a causa de la seva llegenda, KwaNogqaza s'ha convertit en una de les principals atraccions turístiques de la regió mitjana de KwaZulu-Natal..